# Елеонора Бергман
Елеонора Бергман (пол. Eleonora Bergman; нар. 22 жовтня 1947 року, Лодзь, Польща) — польська історик архітектури, в 2007—2011 роках — директорка Єврейського історичного інституту у Варшаві.

## Біографія
Народилася в єврейській родині, дочка Стефана Бергмана (1904—2000) й Олександри Кучковської (1906—2005). Сестра Елеонори, Zofia Bergman-Zarębska (1934—2013), була вченою-біологом, доцентом в Інституті біохімії та біофізики Польської академії наук.
Елеонора здобула вищу освіту на факультеті архітектури Варшавської політехніки. Після закінчення університету працювала в Інституті містобудування та архітектури, а потім в Майстерні реставрації. Співпрацювала з Інститутом мистецтв Польської академії наук, здійснювала вимірювання пам'ятників архітектури в багатьох регіонах Польщі. Є авторкою і співавторкою численних досліджень історико-містобудівних планів благоустрою міст, в основному в Мазовії та Сілезії.
З середини 1980-тих років займається дослідженням пам'яток єврейської культури, їх історією та документацією. У 1997 році в Інституті історії мистецтв Варшавського університету отримала ступінь доктора гуманітарних наук в галузі історії, захистивши дисертацію на тему: «Орієнталізм в архітектурі синагог на польських землях в XIX і на початку XX століття».
Була стипендіаткою Міжнародного центру з вивчення питань зберігання та реставрації культурних надбань у Римі і двічі — Memorial Foundation for Jewish Culture в Нью-Йорку. З 1991 року працює в Єврейському історичному інституті, в якому в 2007—2011 роках була директоркою. Співавторка проекту пам'ятник увічнення кордону варшавського гетто.
З 1 листопада 2009 року є членкинею Ради охорони пам'яті боротьби і мучеництва і Ради фонду «Аушвіц-Біркенау».

## Відзнаки
25 жовтня 2012 року нагороджена хрестом кавалера ордена Почесного Легіону.